# اندیس گسل نهE
گسل نهE یک اندیس فلزی است که در حوالی شهر خونیک استان سیستان و بلوچستان قرار دارد و مادهٔ معدنی موجود در آن، منیزیت است.  